# 両合棚田
両合棚田（りょうあいたなだ）は、大分県宇佐市院内町にある棚田。
1999年（平成11年）には日本の棚田百選に、2022年（令和4年）にはつなぐ棚田遺産に選定された。

## 地理

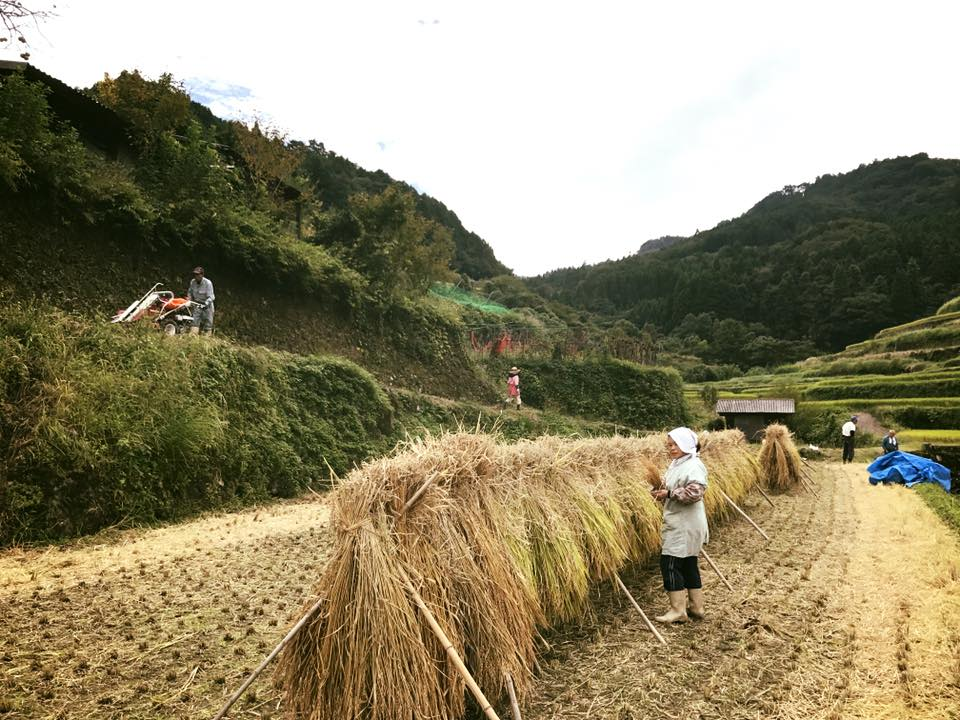
掛け干し風景

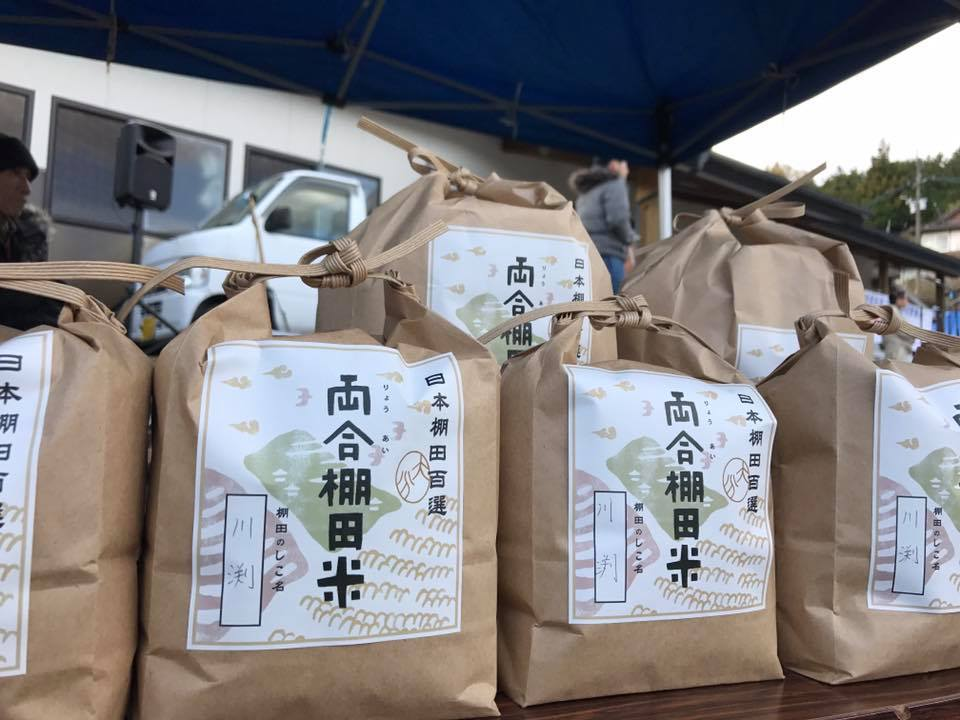
両合棚田米

院内町にある駅館川水系上流域の滝貞川は、同水系の小平川に交わる。その合流地点から200m程下流に両合川橋という大正時代に造られた石造アーチ橋がある。この橋の東側が滝貞地区、西側が小平地区。この両地区の急斜面に広がるのが両合棚田である。
1999年（平成11年）に日本の棚田百選に選定された時点では、約7ヘクタール、147枚の石積みの棚田があった。2020年6月時点では、4ヘクタール、約120枚である。
両合棚田の起源は、室町時代に耕作が始まり、江戸時代には現状の石積みが築かれ、現在の形になったとされる。
水源は河川の水を利用し、不足時はため池の水も使われる。
米の品種はヒノヒカリ。乾燥方法は掛け干し。近くの道の駅で販売されることもあるが、ほとんどが自家消費。
2016年（平成28年）から毎年開催されているフォトコンテストに両合棚田米が賞品として出されている。

## 両合川橋
滝貞地区の上方を流れる滝貞川は、小平地区を流れる小平川に合流する。両合川橋は、この合流点から200mほど下ったところにあり、小平地区と滝貞地区を結ぶ橋である。
1925年（大正14年）に竣工。石工は吉村万太郎。
1998年（平成10年）1月16日に国の登録有形文化財として登録された。
この集落のある院内町には、石造アーチ橋が74基（75基とするものあり）あり、「日本一の石橋の町」と呼ばれる（詳しくは院内町の石橋を参照）。

## 世界農業遺産
2013年（平成25年）5月に石川県七尾市で開幕された国際連合食糧農業機関（FAO）の国際会議において、大分県の国東半島・宇佐地域が世界農業遺産に認定された。その認定を受け両合棚田は宇佐市の農業遺産のシンボルとして、再生保全活動が始まった。
2015年（平成27年）に小平地区、滝貞地区全世帯で「両合棚田を守る会」を設立。翌年の2016年に、両合棚田を守る会、余谷21世紀委員会、南院内さとづくり協議会、県や市の関係部署も加わり、「両合棚田再生協議会」が発足。2017年には地域おこし協力隊も加わり、毎年開催されるフォトコンテストや、大学との調査、田植えイベントなどの再生活動を行っている。